# Pils
Pils (ook pilsener of pilsner genoemd) is een soort bier dat voor het eerst door de Duitser Josef Groll in de stad Pilsen (Tsjechisch: Plzeň) in het voormalige Oostenrijk-Hongarije en het huidige Tsjechië werd gebrouwen. De naam is afgeleid van de naam van de stad. Pils bevat ongeveer 5% alcohol. Het is een ondergistend bier met een goudgele kleur. Pils komt het beste tot zijn recht bij een temperatuur van 4 graden Celsius.
Pils wordt gebrouwen uit mout, water, hop en gist. Soms worden suiker en ongemoute granen (maïs, gerst en anderen) toegevoegd. Deze laatste ingrediënten verhogen wel het alcoholgehalte, maar voegen weinig toe aan de smaak. Soms wordt er karamel toegevoegd om de kleur wat donkerder te maken. Het toevoegen van hulpstoffen is echter hoogst ongebruikelijk in Duitsland (Reinheitsgebot). Na het lageren wordt het bier meestal gefilterd, waardoor een heldere vloeistof ontstaat en een groot deel van de smaak verloren gaat.
Pils heeft de reputatie een vrij zwakke smaak te hebben. Zeker de grote merken gebruiken een commerciële receptuur die een zo groot mogelijk publiek moet aanspreken en daardoor weinig karakteristiek is. Kleinere pilsbrouwers komen vaker met uitgesproken hoppige, ongefilterde pilseners, die ook door liefhebbers van speciaalbier worden gewaardeerd.

## Historie

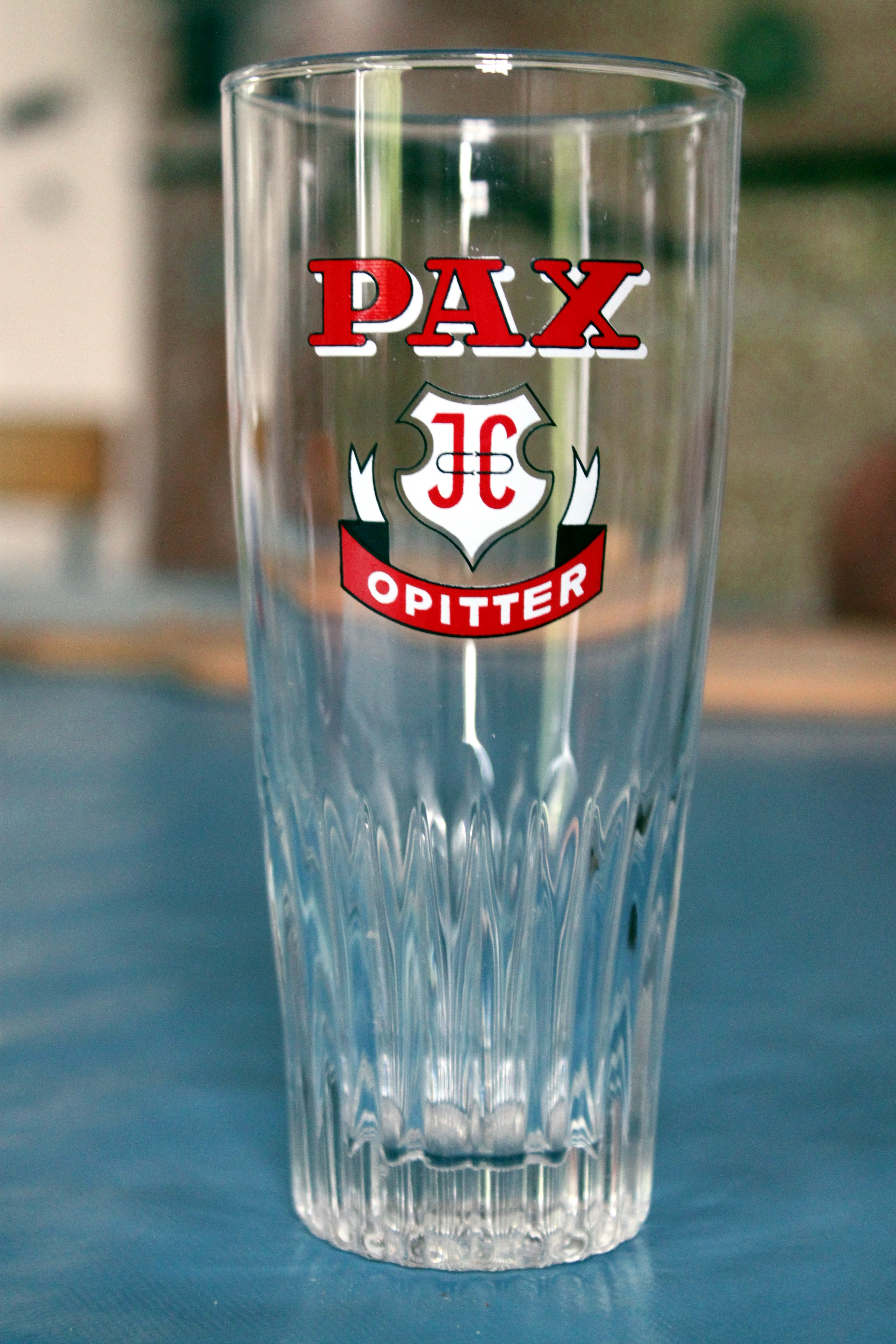
Een (oud) Belgisch pilsglas

Toen in de negentiende eeuw in Pilsen de koeltechnologie werd ontwikkeld, en dus ondergistende bieren veel gecontroleerder gebrouwen konden worden, werd het eenvoudig om bier van constante kwaliteit te brouwen. Daarnaast kon de mout veel beheerster worden gedroogd, waardoor deze licht van kleur bleef. Vandaar de licht- tot goudgele kleur van pils. Door het goed controleerbare brouwproces ontstond een bier met geringe smaakafwijkingen, dat gemakkelijk wegdronk. Een belangrijke factor in het succes van pils was de industrialisering van de glasproductie, waardoor drinkglazen voor een groter publiek betaalbaar werden. De heldere pils werd door veel mensen aantrekkelijker gevonden dan de troebele bieren die men kort daarvoor nog uit ondoorzichtige bekers dronk. De populariteit van pils nam enorm toe; bovengistende bieren werden beetje bij beetje van de markt verdrongen.
Het eerste succesvolle pils werd in 1842 gebrouwen en bestaat nog steeds: Pilsner Urquell. De pilsbrouwerijen waren echter afhankelijk van grotten en groeven voor de koeling, zodat het pils niet overal kon worden gebrouwen. In de jaren 70 van de 19e eeuw kwamen koelmachines ter beschikking, zodat het pils ook elders kon worden gebrouwen. De aanwezigheid van koelinstallaties maakte dat een brouwerij sindsdien ook wel als ijsfabriek fungeerde.
Pils werd in Nederland lange tijd ook wel Beiers bier genoemd. Dit is te verklaren door het feit dat Josef Groll na het aflopen van zijn contract in Pilsen pils ging brouwen in het Beierse Vilshofen an der Donau.

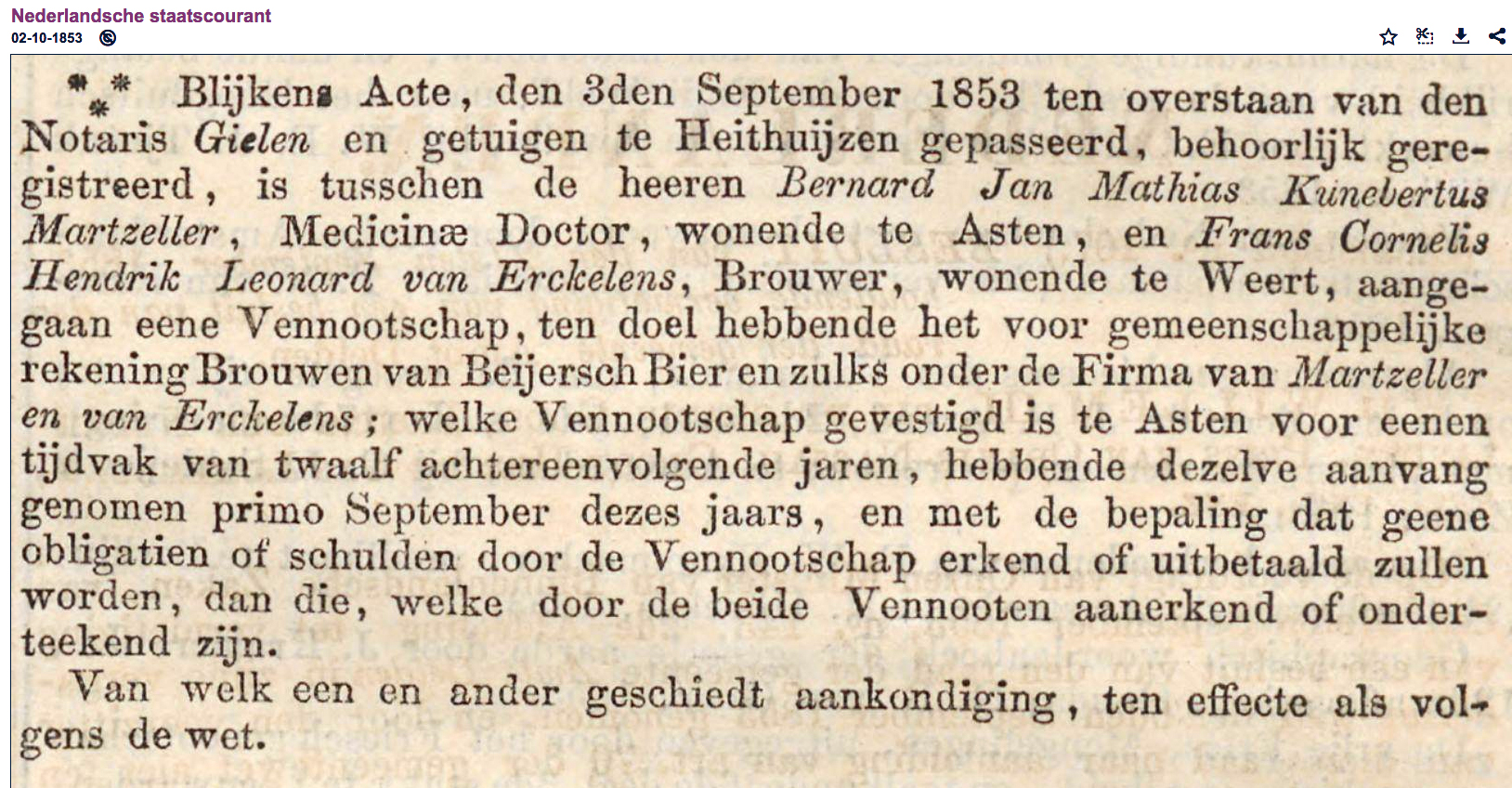

De eerste brouwerij die in Nederland dit nieuwe bier brouwde, was de Beierse Brouwerij van Firma Martzeller en van Erckelens te Asten. In de Nederlandse Staatscourant van 2 oktober 1853 wordt de oprichting van deze brouwerij bekendgemaakt. De receptuur van pils was in Nederland nog niet algemeen bekend. De Astense brouwer heeft het recept zelf uit Beieren gehaald en hij heeft zich ingespannen om dit geheim te houden om de concurrentie voor te blijven. In 1861 komt er een ijsloods bij de brouwerij te staan. Al gauw groeit deze brouwerij uit tot de grootste van Noord-Brabant. Deze brouwerij heeft ruim vijftig jaar bestaan. Intussen zit men in Holland ook niet stil. In 1866 werd de Koninklijke Nederlandsche Beijersch-Bierbrouwerij aan de Weesperzijde in Amsterdam geopend en vier jaar later ging Heineken over op het brouwen van pils.

## Pils in België en Nederland
In Nederland en België is pils het meest gedronken bier. In beide landen verliest de consumptie van pilsener wel al jarenlang terrein ten voordele van speciaalbieren van hoge gisting. In het verleden was dat juist omgekeerd: in de 19e eeuw werd er in de Lage Landen bijna uitsluitend bier van hoge gisting gedronken, tot het moderne pils de markt veroverde.
In België wordt een glas pilsbier ook wel een pintje genoemd. Belgische pilsglazen zijn het traditionele Belgische geribbelde pintglas, het fluitje, voetje, boerke of het prinske. In Nederland wordt pils vooral uit fluitjes en vaasjes ("amsterdammertjes") gedronken. In Duitsland en Tsjechië wordt pilsbier vaak in hoge slanke voetglazen geserveerd met een inhoud van 0,5 liter.

## Merken

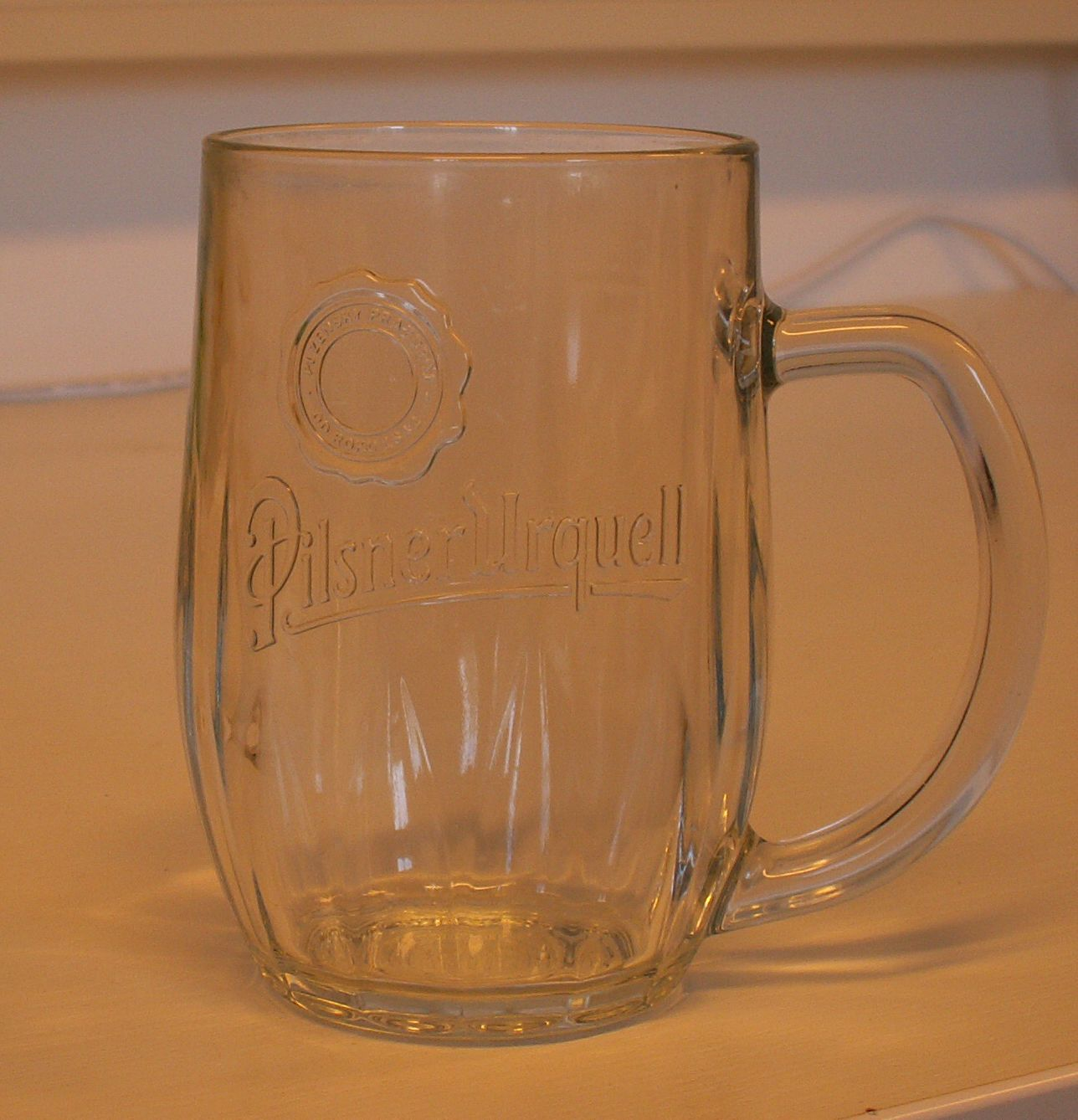
Een bierpul met het Pilsner Urquell-logo.

De meeste grote biermerken hebben een pils in hun assortiment. Bij kleinere brouwerijen die zich op speciaalbier toeleggen, is dat vaak niet het geval. In Nederland zijn Alfa, Amstel, Bavaria, Brand, Dommelsch, Grolsch, Gulpener, Heineken en Hertog Jan de bekendste pilsmerken. In België zijn dit Stella Artois, Cristal, Maes, Jupiler, Bavik, Bockor, Vedett, Bel en Primus.
Verder staan vooral Tsjechië en Duitsland internationaal bekend als pilsbierlanden bij uitstek. De pils uit de originele brouwerij in Pilsen wordt nog steeds op de markt gebracht onder de naam Pilsner Urquell. Andere Tsjechische merken zijn bijvoorbeeld Bernard, Budweiser Budvar, Gambrinus, Krušovice, Litovel, Primátor en Staropramen. Enkele bekende Duitse merken zijn Beck's, Bitburger, Jever, Krombacher (het meest gedronken pils in Duitsland), Riedenburger en Warsteiner.

## Andere betekenissen
Gemeentepils is kraanwater.